# Per Sonniks (eksperimentalfilm)
|  | Denne artikel er oprettet af botten Steenthbot ud fra en ekstern database. Den kan derfor have sproglige fejl eller mangler. Denne skabelon kan fjernes efter kontrol af indholdet. |

Per Sonniks er en dansk eksperimentalfilm fra 1995 instrueret af Knud Vesterskov efter eget manuskript.

## Handling
En historie med den forkerte konklusion...I 1994 dukker 50 forsvundne malerier op i en kælders mørke. De er en serie af Per Sonniks bedste værker fra perioden 1965 til 1966. Malerierne er voldsomme, der er gået hul på deres skaber. De beskriver malerens ufravigelige vej mod sit selvmord i 1967. Knud Vesterskov præsenterer eksplosionen og viser sin subjektive oplevelse af Per Sonniks opløsning og død.